# Unter Linken – der Film
Unter Linken – der Film ist ein Dokumentarfilm des deutschen Journalisten Jan Fleischhauer, der von Spiegel TV produziert und am 26. September 2010 auf RTL ausgestrahlt wurde.

## Hintergrund
2009 erschien Fleischhauers autobiografischer Bestseller Unter Linken. Von einem, der aus Versehen konservativ wurde, in dem der damalige Spiegel-Journalist sein sozialdemokratisches Elternhaus und verschiedene Widersprüche der gegenwärtigen Linken beschreibt. Der Film zitiert einzelne Passagen aus dem Buch, beschreibt jedoch auch Themen und Personen, die im Buch nicht vorkommen.

## Inhalt
Der Film besteht aus verschiedenen Episoden sowie aus Archivmaterial, zu dem Fleischhauer in Form eines Essays aus dem Off die Thesen seines Buchs präsentiert. Bei der Machart des Films orientierte sich Fleischhauer nach eigenen Angaben am US-amerikanischen Dokumentarfilmer Michael Moore, der in seinen Filmen Menschen mit unangenehmen Fragen an öffentlichen Schauplätzen konfrontiert. Der Film enthält zehn Interview-Episoden:
1. Jan Fleischhauers Mutter
Fleischhauer besucht seine Mutter Inge Fleischhauer zuhause in Hamburg. Sie trat 1968 in die SPD ein und erzählt, sie bereue es, bei ihrer ersten Wahl für Konrad Adenauer gestimmt zu haben. Auf Fleischhauers Erzählung, er habe als Kind aus politischen Gründen keine Comics lesen dürfen, erwidert sie, er habe doch Asterix gelesen. Fleischhauer stimmt zu und wendet ein, amerikanische Comics seien allerdings verboten gewesen.
2. Kurt Wansner
Auf der Kundgebung zum Ersten Mai in Berlin-Kreuzberg trifft Fleischhauer den CDU-Politiker Kurt Wansner. Er ist als Vertreter einer konservativen Partei auf der linken Demonstration in den vergangenen Jahren wiederholt angegriffen worden. Ein Demonstrant schüttet einem Teilnehmer des CDU-Stands eine Flasche Wasser über den Kopf. Fleischhauer stellt ihn zur Rede, erhält jedoch keine Antwort. Ein weiterer Passant fordert Wansner dazu auf, das Feld zu räumen, da er eine Minderheit und damit unerwünscht sei. Fleischhauer wendet ein, Wansner sei Vertreter einer ausgegrenzten Minderheit und müsse daher geschützt werden. Der Demonstrant erwidert lachend, außerhalb Berlins sei die CDU keinesfalls eine Minderheit.
3. Hans-Christian Ströbele
Mit dem Grünen-Abgeordneten Hans-Christian Ströbele, Inhaber eines Direktmandats im Bundestagswahlkreis Berlin-Friedrichshain – Kreuzberg – Prenzlauer Berg Ost, trifft sich Fleischhauer vor der ersten Filiale von McDonald’s in Berlin-Kreuzberg, gegen die Ströbele lange gekämpft hatte. Er begründete seine Ablehnung unter anderem damit, dass sich die Filiale negativ auf die Qualität der Ernährung der Schüler in den umliegenden Schulen auswirken könne. Fleischhauer deutet seine Motive als Antiamerikanismus. Ströbele lehnt es ab, das Restaurant zu betreten oder sich davor filmen zu lassen. Fleischhauer geht mit ihm zu einer Imbissbude in der Nähe und bestellt dort eine Portion Pommes frites. Er fragt Ströbele, ob die deutschen Pommes gesünder seien als die von McDonald’s. Ströbele sagt, es komme auf die Zutaten an. Fleischhauer fragt den Imbissverkäufer, wie alt das Fett für die Pommes sei, worauf dieser antwortet, es sei vier Tage alt.
4. Roger Köppel
Fleischhauer trifft sich mit dem Schweizer Journalisten Roger Köppel, Chefredakteur des Wochenmagazins Weltwoche. Er stellt ihn als einen der wenigen nicht-linken Journalisten vor. Im Gespräch bezeichnet Köppel Journalisten als „Moralapostel“ und imaginiert eine Szene, in der ein Journalist neben seiner Frau vor dem Fernseher sitzt und dort seinen früheren Klassenkameraden Bill Gates sieht. Als die Frau ihn vorwurfsvoll fragt, warum Bill Gates Milliardär, er aber nur Journalist geworden sei, antwortet der Journalist, er sei zwar nicht reich, aber dafür moralisch überlegen.
5. Claus Peymann
Die Episode beginnt mit einer Szene, in der Fleischhauer 500 Euro von einem Geldautomaten abhebt. Es handelt sich um das Honorar, das der Theaterregisseur Claus Peymann, damals Intendant des Berliner Ensemble, für ein Gespräch gefordert hat. Im Theater erklärt Peymann, ein Theaterintendant müsse so viel verdienen wie ein Bundespräsident. Auf Fleischhauers Frage nach seinem Jahreseinkommen gibt er einen Betrag von etwa 200.000 Euro an. Am Ende des Gesprächs lässt sich Fleischhauer die Übergabe des Honorars quittieren und fragt Peymann, wofür er es ausgeben werde. Peymann gibt an, er wisse es noch nicht, und verstaut das Geld in seinem Portemonnaie.
6. Parteitag der Grünen Jugend
Auf dem Parteitag der Grünen Jugend unterhält sich Fleischhauer mit Franza Drechsel über geschlechtergerechte Sprache. Sie erklärt, es gebe verschiedene Beschlüsse zum Gender-Gap und zum glottalen Plosiv, um ihn in der gesprochenen Sprache zu markieren. Fleischhauer fragt, ob diese Regelung auch für die Wörter „Vergewaltiger_innen“ und „Holocaustleugner_innen“ gelte, da diese Gruppen normalerweise nicht gegendert würden. Drechsel bejaht und sagt, man müsse dann hinzufügen, dass Vergewaltiger überwiegend männlich seien. Ein weiteres Gespräch mit einem Teilnehmer des Parteitags handelt von Ideen, Lohnarbeit ohne Geld zu entlohnen. Auf die Frage Fleischhauers, was er abgeben solle, wenn er einen iPod im Apple Store haben wolle, antwortet der Teilnehmer: „Äpfel“. Den Menschen in China, die Apple-Produkte herstellen, müsse man etwas Gleichwertiges zukommen lassen.
7. Denkmal für die im Nationalsozialismus verfolgten Homosexuellen
Die Episode beginnt mit einem Blick in das Berliner Denkmal für die im Nationalsozialismus verfolgten Homosexuellen, in dem ein Film mit zwei sich küssenden Männern zu sehen ist. Fleischhauer besucht eine Podiumsdiskussion im Berliner Holocaust-Mahnmal mit Claudia Lohrenscheit, Klaus Müller, Lea Rosh, und Günter Morsch. Dort fordert Chantal Louis von der Zeitschrift EMMA, es müsste auch der in der Zeit des Nationalsozialismus verfolgten Lesben gedacht werden. Fleischhauer erklärt aus dem Off, es seien keine Fälle von Lesben in nationalsozialistischen Konzentrationslagern dokumentiert. Ein Teilnehmer protestiert, sämtliche zur Diskussion stehenden Fälle seien gefälscht. Fleischhauer fragt aus dem Publikum, ob nicht auch der Menschen gedacht werden müsse, die sich keinem Geschlecht zuordnen. Louis bejaht dies.
8. Dieter Hildebrandt
Vor einem Auftritt des Kabarettisten Dieter Hildebrandt in der Münchner Lach- und Schießgesellschaft trifft Fleischhauer ihn auf der Bühne des Theaters. Fleischhauer beschreibt in seinem Buch, dass in seiner Familie Hildebrandts Auftritte als „Weihestunden der Komik“ gegolten hätten. Er wirft ihm darin vor, stets auf der Seite der Sozialdemokratie gestanden zu haben. Hildebrandt wendet im Gespräch ein, er habe sich immer über die Linken lustig gemacht. Auf Fleischhauers Frage, ob er einen Witz über Linke kenne, erzählt er ihm nach einem Moment des Nachdenkens einen Witz über die Grünen. Ein Grüner sagt darin: „Der Hitler war gar nicht so schlimm. Das mit den Autobahnen hätte er nicht machen sollen.“
9. Frank Bsirske
In der Ver.di-Bundesverwaltung trifft Fleischhauer den Ver.di-Vorsitzenden Frank Bsirske. Auf einer Demonstration, zu der das Bündnis „Wir zahlen nicht für eure Krise“ nach der Finanzkrise 2008 aufgerufen hatte, waren zwei Polizisten durch einen Sprengsatz schwer verletzt worden. Fleischhauer liest Bsirske eine Liste der Ver.di-Bezirke vor, die zu der Demonstration aufgerufen hatten, und fragt, ob es bereits eine Entschuldigung der Gewerkschaft bei den Beamten gegeben habe. Bsirske verneint und wendet ein, dass diejenigen Organisationen, die zu einer Demonstration aufrufen, keine Verantwortung für dort begangene Straftaten tragen könnten. Nachdem Bsirske weggeht und Fleischhauer nachhakt, greift Bsirske Fleischhauer am Jackett. Fleischhauer gab später an, Bsirske hätte ihn fast verprügelt.
10. Kleiner Nachtrag
Es gibt eine Rückblende zur Episode mit Hans-Christian Ströbele. Ströbele erzählt Fleischhauer, er lese gerade ein Buch eines Spiegel-Autors über Linke. Fleischhauer sagt, der Autor von Unter Linken sei er selbst. Ströbele antwortet: „Der sind Sie! Hätte ich das gewusst.“

## Rezeption
Michael Angele schrieb in einer ausführlichen Kritik im Freitag, Fleischhauers Selbstpositionierung als „rechter Michael Moore“ treffe nicht zu. Er sei vielmehr ein Journalist, der sich lediglich über einen bestimmten Typus von Linken lustig mache: „Fleischhauer sieht so aus, wie man sich früher einen FAZ-Feuilletonisten vorgestellt hat. Also ein wenig schlaksig und streberhaft, mit akkuratem Haarschnitt, Anzug und Nickelbrille, hinter der die Augen dann allerdings so schalkhaft blitzen, dass eine hüftsteifere Karriere im Politikressort noch umgebogen werden konnte.“ Fleischhauers Erfolg beruhe zudem auf guter Beziehungsarbeit, denn Angeles Chef, der Freitag-Herausgeber Jakob Augstein, habe Angele eine Berichterstattung vorgeschlagen, „allerdings nicht mit der Bitte, dies positiv zu tun“.